# NGC 1179
NGC 1179 é uma galáxia espiral barrada (SBc) localizada na direcção da constelação de Eridanus. Possui uma declinação de -18° 53' 52" e uma ascensão recta de 3 horas, 02 minutos e 38,5 segundos.
A galáxia NGC 1179 foi descoberta em 1886 por Ormond Stone.